# Orchids and Ermine
Orchids and Ermine est un film américain réalisé par Alfred Santell, sorti en 1927.

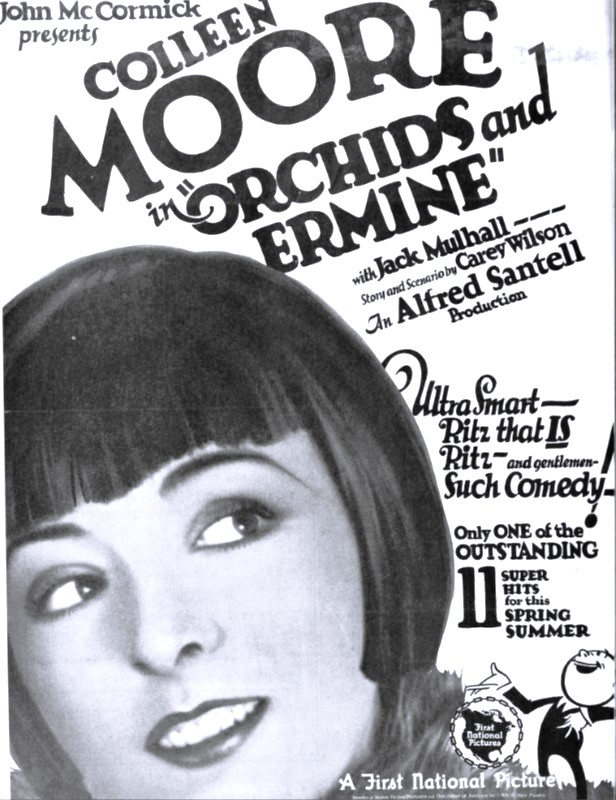
Annonce pour le film dans le magazine Film Daily.

Une copie du film est conservée à la Bibliothèque du Congrès.

## Synopsis
"Pink" Watson, standardiste à l'hôtel Ritz, abandonne son rêve d'orchidées et d'hermine, après de nombreuses expériences décevantes avec des millionnaires décevants. Richard Tabor, un jeune magnat du pétrole sans prétention mais riche, arrive à l'hôtel et échange son identité avec son valet, Hank, pour éviter d'être importuné. Richard et Pink tombent amoureux, tandis que Hank gagne le cœur d'Ermintrude, une fleuriste qui croit qu'il est le vrai millionnaire. Après une série de mésaventures, tout le monde finit en prison. Pink se retrouve finalement mariée à un vrai millionnaire.

## Fiche technique
- Réalisation : Alfred Santell
- Scénario : Carey Wilson, Mervyn LeRoy
- Producteur : John McCormick
- Photographie : George J. Folsey
- Production : First National
- Distributeur : First National
- Genre : Comédie romantique[2]
- Durée : 70 minutes
- Date de sortie : 6 mars 1927

## Distribution
- Colleen Moore : 'Pink' Watson
- Jack Mulhall : Richard Tabor
- Sam Hardy	: Hank
- Gwen Lee 	: Ermintrude De Vere
- Alma Bennett 	: The Vamp
- Hedda Hopper 	: The Modiste
- Kate Price : Mrs. McGinnis
- Jed Prouty : Leander Blom
- Emily Fitzroy : Mrs. Blom
- Carolynne Snowden :Hattie
- Yola d'Avril 	: Telephone Operator
- Brooks Benedict : Chauffeur Jenkins / Mr. Vandergriff
- Loretta Young : non créditée[3]
- Mickey Rooney

## Production
Tourné en partie à New York, le film est librement inspiré de l'histoire de Cendrillon.